# Misako Renbutsu
Misako Renbutsu (Prefettura di Tottori, 27 febbraio 1991) è un'attrice giapponese.

## Filmografia

### Cinema
- The Inugamis (犬神家の一族, Inugamike no Ichizoku), regia di Kon Ichikawa (2006)
- The Battery (バッテリー, Batterī), regia di Yōjirō Takita (2007)
- Switching - Goodbye Me (転校生 -さよなら あなた-, Tenkōsei -Sayonara Anata-), regia di Nobuhiko Obayashi (2007)
- Dive!!, regia di Naoto Kumazawa (2008)
- Gekijō-ban major (劇場版MAJOR メジャー 友情の一球, Gekijō-ban Mejā Yūjō no uiningu shotto), regia di Takao Kato (2008)  - Voce
- Ikechan to boku (いけちゃんとぼく), regia di Toshihiko Ôoka (2009)
- The Shock Labyrinth: Extreme 3D, regia di Takashi Shimizu (2009)
- Hanamizuki, regia di Nobuhiro Doi (2010)
- Kimi ni todoke, regia di Naoto Kumazawa (2010)
- River, regia di Ryūichi Hiroki (2011)[1]
- The Snow White Murder Case, regia di Yoshihiro Nakamura (2014)
- The Emperor in August, regia di Masato Harada (2015)
- Fullmetal Alchemist, regia di Fumihiko Sori (2017)
- The Memory Eraser, regia di Yûichirô Hirakawa (2020)[2]
- Godai: The Wunderkind, regia di Mitsutoshi Tanaka (2020)[3]
- Fullmetal Alchemist - La vendetta di Scar, regia di Fumihiko Sori (2022)[4]
- Fullmetal Alchemist - Alchimia finale, regia di Fumihiko Sori (2022)
- 2 Women, regia di Ryūichi Hiroki (2022)[4]
- Home Sweet Home, regia di Takumi Saitō (2023)[5]
- Actress Wouldn't Cry, regia di Udo Yoshifumi (2023)[6]

### Televisione
- Glass tooth (ガラスの牙, Garasu no kiba) – serie TV, (2006)
- Nanase Again (七瀬ふたたび, Nanase futatabi) – serie TV, (2008)
- Double Judge (二重裁判, Nijū Saiban) – serie TV, (2009)
- Q10 (キュート, Kyu-To) – serie TV, (2010)
- 37.5 °C no namida – serie TV, (2015)
- Beppin san – serie TV, (2016)
- Dokonimo nai Kuni – serie TV, (2018)
- An Incurable Case of Love – serie TV, (2020)
- Uzukawamura Jiken – serie TV, (2022)[7]
- Ooku - Le stanze proibite – serie TV, (2023)[8]